# Leucoraja virginica
Leucoraja virginica es una especie de pez de la familia de los Rajidae en el orden de los Rajiformes.

## Reproducción
Es ovíparo y las hembras ponen huevos envueltos en una cápsula córnea.

## Hábitat
Es un pez de mar y de Clima subtropical y bentopelàgic que vive entre 104 a 117 m de profundidad.

## Distribución geográfica
Se encuentra en el Océano Atlántico noroccidental.

## Observaciones
Es inofensivo para los humanos.